# 36-й гвардейский миномётный полк реактивной артиллерии
36-й гвардейский миномётный Проскуровский Краснознамённый орденов Богдана Хмельницкого и Александра Невского полк  — воинская часть Вооружённых сил СССР в Великой Отечественной войне.

## История
Полк формировался в феврале-марте 1942 года в Алабино. На вооружении полка состояли 24 установки БМ-8.
В составе действующей армии с 19 марта 1942 по 10 апреля 1942 и 9 июля 1942 по с 11 мая 1945 года.
Объединил под своим командованием на Волховском фронте три дивизиона реактивной артиллерии. На Волховском фронте участвовал в Любанской операции менее месяца, 10 апреля 1942 года отведён в резерв и в июле 1942 года переброшен севернее Воронежа, на Воронежский фронт.
С 12 июля 1942 года поддерживал контрудар 161-й стрелковой дивизии на сёла Подгорное и Подклетное, затем в июле-августе 1942 года поддерживал обороняющуюся на Задонском шоссе 195-ю стрелковую дивизию. На 13 августа 1942 года дислоцировался на станции Графская (севернее Воронежа). Осенью 1942 года действовал в районе Коротояка. В январе-феврале 1943 года принимал участие в Острогожско-Россошанской операции, Воронежско-Касторненской операции, участвовал в окружении группировки войск противника в районе Касторного, наступлении на Харьков и отступлении от него.
В ходе Курской битвы полк сосредоточился в роще юго-западнее Орловки, располагаясь на пути наступления 48-го танкового корпуса вдоль шоссе на Обоянь. До 9 июля 1943 года находился в резерве, затем наносил удары по танковым частям противника на рубеже Верхопенье — Сухо-Солотино, поддерживая войска 3-го механизированного корпуса. Особенно сильные удары наносил по селу Новосёловка, взятое противником: за пять часов боя полк выпустил по селу 691 снаряд. С 11 июля 1943 года поддерживал наступление 5-го гвардейского механизированного корпуса в направлении хутора Чапаево.
С 16 июля 1943 года наступал в ходе Белгородско-Харьковской операции, наносил удары по Томаровке, Борисовке, принимал участие в отражении контрудара противника к югу от Богодухова. 105-й дивизион полка был оперативно подчинён 6-му танковому корпусу и наступал вместе с ним.
В третьей декаде сентября 1943 года обеспечивал огнём захват, удержание и расширение Букринского плацдарма, переправлялся на плацдарм, затем с плацдарма был снят и переправлен на Лютежский плацдарм, откуда поддерживал огнём наступающие войска в ходе Киевской наступательной операции. В начале 1944 года поддерживал огнём наступление 3-й гвардейской танковой армии на Бердичев, затем весной 1944 года наступал на Проскуров, отличился при взятии города.
В июле-августе 1944 года вновь действовал в составе 3-й гвардейской танковой армии в ходе Львовско-Сандомирской наступательной операции, наступал по маршруту Колтув — Львов — Перемышль — Сандомир, вёл бои за Сандомирский плацдарм. С этого же плацдарма прорывал оборону в ходе Сандомирско-Силезской наступательной операции и опять же, поддерживая 3-ю гвардейскую танковую армию, в ходе наступления вышел к Оппельну, затем участвовал в Нижне-Силезской операции. После взятия Бунцлау 12 февраля 1945 года, полк был передан в 52-ю армию и действовал вместе с ней в районе Герлиц — Лаубан до мая 1945 года. Полк закончил войну участием в Пражской операции.

## Состав
- 104-й отдельный гвардейский миномётный дивизион
- 105-й отдельный гвардейский миномётный дивизион
- 108-й отдельный гвардейский миномётный дивизион

С 3 августа 1944 года:
- 1-й гвардейский миномётный дивизион
- 2-й гвардейский миномётный дивизион
- 3-й гвардейский миномётный дивизион

## Подчинение
| Дата            | Фронт (округ)            | Армия                          | Корпус | Дивизия | Примечания                                |
| --------------- | ------------------------ | ------------------------------ | ------ | ------- | ----------------------------------------- |
| 01.03.1942 года | Московский военный округ | -                              | -      | -       | -                                         |
| 01.04.1942 года | Волховский фронт         | 52-я армия                     | -      | -       | без 108-го дивизиона в составе 59-й армии |
| 01.05.1942 года | Московский военный округ | -                              | -      | -       | -                                         |
| 01.06.1942 года | Московский военный округ | -                              | -      | -       | -                                         |
| 01.07.1942 года | Московский военный округ | -                              | -      | -       | -                                         |
| 01.08.1942 года | Воронежский фронт        | 60-я армия                     | -      | -       | -                                         |
| 01.09.1942 года | Воронежский фронт        | 60-я армия                     | -      | -       | -                                         |
| 01.10.1942 года | Воронежский фронт        | 6-я армия                      | -      | -       | -                                         |
| 01.11.1942 года | Воронежский фронт        | 6-я армия                      | -      | -       | -                                         |
| 01.12.1942 года | Воронежский фронт        | 40-я армия                     | -      | -       | -                                         |
| 01.01.1943 года | Воронежский фронт        | -                              | -      | -       | -                                         |
| 01.02.1943 года | Воронежский фронт        | 40-я армия                     | -      | -       | -                                         |
| 01.03.1943 года | Воронежский фронт        | -                              | -      | -       | -                                         |
| 01.04.1943 года | Воронежский фронт        | -                              | -      | -       | -                                         |
| 01.05.1943 года | Воронежский фронт        | -                              | -      | -       | -                                         |
| 01.06.1943 года | Воронежский фронт        | -                              | -      | -       | -                                         |
| 01.07.1943 года | Воронежский фронт        | -                              | -      | -       | -                                         |
| 01.08.1943 года | Воронежский фронт        | 5-я гвардейская армия          | -      | -       | -                                         |
| 01.09.1943 года | Воронежский фронт        | 6-я гвардейская армия          | -      | -       | -                                         |
| 01.10.1943 года | Воронежский фронт        | -                              | -      | -       | -                                         |
| 01.11.1943 года | 1-й Украинский фронт     | -                              | -      | -       | -                                         |
| 01.12.1943 года | 1-й Украинский фронт     | -                              | -      | -       | -                                         |
| 01.01.1944 года | 1-й Украинский фронт     | 3-я гвардейская танковая армия | -      | -       | -                                         |
| 01.02.1944 года | 1-й Украинский фронт     | -                              | -      | -       | -                                         |
| 01.03.1944 года | 1-й Украинский фронт     | -                              | -      | -       | -                                         |
| 01.04.1944 года | 1-й Украинский фронт     | -                              | -      | -       | -                                         |
| 01.05.1944 года | 1-й Украинский фронт     | -                              | -      | -       | -                                         |
| 01.06.1944 года | 1-й Украинский фронт     | -                              | -      | -       | -                                         |
| 01.07.1944 года | 1-й Украинский фронт     | 3-я гвардейская танковая армия | -      | -       | -                                         |
| 01.08.1944 года | 1-й Украинский фронт     | 3-я гвардейская танковая армия | -      | -       | -                                         |
| 01.09.1944 года | 1-й Украинский фронт     | -                              | -      | -       | -                                         |
| 01.10.1944 года | 1-й Украинский фронт     | -                              | -      | -       | -                                         |
| 01.11.1944 года | 1-й Украинский фронт     | 13-я армия                     | -      | -       | -                                         |
| 01.12.1944 года | 1-й Украинский фронт     | 5-я гвардейская армия          | -      | -       | -                                         |
| 01.01.1945 года | 1-й Украинский фронт     | 13-я армия                     | -      | -       | -                                         |
| 01.02.1945 года | 1-й Украинский фронт     | -                              | -      | -       | -                                         |
| 01.03.1945 года | 1-й Украинский фронт     | 52-я армия                     | -      | -       | -                                         |
| 01.04.1945 года | 1-й Украинский фронт     | 52-я армия                     | -      | -       | -                                         |
| 01.05.1945 года | 1-й Украинский фронт     | 52-я армия                     | -      | -       | -                                         |

## Командиры
- подполковник Колесников, Пётр Васильевич (с июля по дек. 1942, затем ком-р 1 ГМБр),
- майор / подполковник / полковник Загоруйченко, Николай Тимофеевич (с 26.12.1942 по 2.1945 — ранен и с 4.1945),
- врид инженер-подполковник Кучменко, Пётр Александрович (в 2.1945 и одновременно зам.ком. 3 ГМД));  зам.ком майор Петрашев Василий Алексеевич (в фев. 1945 — врид ком-ра полка);

начальники штаба: майор Прокофьев Илларион Тихонович (с 7.1942, в 5.1943 — ком-р 314 ГМП), майор Ерофеев Александр Ефимович (с 3.1943 , в 1945 — НШ 8 ГМП), майор Ильичев Алексей Гаврилович (с 1.1945);  
военком — ст. бат. комиссар Каничев (1942);
Командиры дивизионов:
- 104-й огмдн / 1 д-н — капитан / майор Ерофеев Александр Ефимович (до 3.1943, затем НШ полка), капитан Боришполец Николай Иванович (с 7.1943, умер от ран 26.03.1944), капитан Разгонов Дмитрий Антонович (с 4.1944, в 4.1945 — ком-р д-на 1 ГМБр); нач. штаба капитан Шишов Пётр Степанович (1944); ком-р бат. ст. л-т Гуртовой Василий Лаврентьевич (убит — 21.10.1943);
- 105-й огмдн / 2 д-н — капитан Карпов Пётр Карпович (с 15.12.1941, затем замком 23 ГМП), капитан Сытый Василий Харитонович (в 1943 — ком-р 108 д-на), капитан Калоша Евгений Архипович (1.1943, в 1944 НШ 329 ГМП), капитан Лапко Павел Кондратьевич (7.1943, в 1944 ком-р 358 огмд 83 ГМП), капитан Титов Владимир Лаврентьевич (с 12.1943, убит 19.07.1944), майор Браул Игорь Яковлевич (1.1945); нш д-на капитан Лапин Григорий Павлович (1942, в 8.1943 — замком 311 ГМП), капитан Могильный Пётр Евтихиевич (1943);
- 108-й огмдн / 3 д-н — капитан Шафранский Владимир Алексеевич (с 07.1942, в 1944 — НШ 313 ГМП), капитан Андреев Александр Николаевич (1.1943, в 1942 — пнш полка, в 1945 — замком 59 ГМП), капитан Бескоровайный Павел Иванович (с 15.09.1943, в 1945 нш д-на), майор Бондаренко Г. Д. (1945);

## Награды и наименования
| Награда (наименование)               | Дата       | За что получена |
| ------------------------------------ | ---------- | --- |
| Орден Красного Знамени               |            | |
| Проскуровский                        | 03.04.1944 | Отличие в освобождении Проскурова |
| Орден Александра Невского            |            | |
| Орден Богдана Хмельницкого 2 степени | 10.08.1944 | Образцовое выполнение заданий командования в боях с немецкими захватчиками, за овладение городами Перемышль, Ярославль и проявленные при этом доблесть и мужество |

## Отличившиеся воины полка
| Награда | Ф.И.О.                                     | Должность                    | Звание                    | Дата награждения |
| ------- | ------------------------------------------ | ---------------------------- | ------------------------- | ---------------- |
|         | Щербаков, Александр Фёдорович (Герой СССР) | Начальник разведки дивизиона | гвардии старший лейтенант | 24.12.1943       |